# Мыс Святой Екатерины
Мыс Святой Екатерины или Сент-Катеринс-Пойнт (англ. St. Catherine's Point) — самая южная точка на острове Уайт, Великобритания. Он расположен недалеко от деревни Найтон.
Недалеко от мыса находится Pepperpot, каменный маяк, построенный в 1323 году Вальтером де Годетоном. Вместе с римским маяком в Дувре, это один из древнейших маяков Великобритании, и единственный из сохранившихся. Как сообщалось, де Годетон чувствовал себя виноватым за потерю вина, предназначенного для монастыря. Ему было приказано, под страхом отлучения от Церкви, загладить свою вину путём создания этого маяка. Огни зажглись в башне маяка, чтобы предупредить корабли в море о близком присутствии побережья. Также существовала часовня. Кроме этого поблизости от мыса расположен курган бронзового века, который был раскопан в 1920 году. Замена маяка на мысе была начата в 1785 году. Мыс Святой Екатерины часто очень туманное место, поэтому это не лучшее место для маяка, но подходящее для метеостанции.
На мысе располагается современный Маяк Святой Екатерины.